# Primula darialica
Primula darialica är en viveväxtart. Primula darialica ingår i släktet vivor, och familjen viveväxter.

## Underarter
Arten delas in i följande underarter:
- P. d. darialica
- P. d. ossetica